# Valentin Dolganiuc
Valentin Dolganiuc (n. 12 martie 1957, Zăbriceni) este un analist politic și politician moldovean, fost deputat în primul parlament al Republicii Moldova și în următoarele două legislaturi din partea Frontului Popular Creștin Democrat. Între 22 mai 1998 - 17 februarie 1999 a fost viceprim-ministru al Republicii Moldova.
Este semnatar al Declarației de independență a Republicii Moldova

## Biografie
Valentin Dolganiuc s-a nascut pe 12 martie 1957, Zăbriceni, raionul Edineț, RSS Moldovenească. El a absolvit Universitatea Agrară din Moldova, Facultatea de Drept și a activat timp de 12 ani ca inginer într-o gospodărie agricolă. Dolganiuc a fost ales în 1996 președinte al Cartelului țărănesc "Sf. Gheorghe", organizație nonguvernamentală care susține sectorul agrar privat.
A fost de trei ori consecutiv în funcția de deputat pe listele FPCD (în 1990, 1994 și 1998), partid de dreapta creat în 1989, care promova idealurile renașterii naționale a românilor din Basarabia. În 1998 el a fost propus pentru funcția de premier al Republicii Moldova de către Conventia Democrată din Moldova, renunțând înainte de aceasta la calitatea sa de membru al FPCD. Între 22 mai 1998 - 17 februarie 1999 a fost viceprim-ministru al Republicii Moldova în Guvernul Ciubuc (2).
În prezent este membru-fondator al Platformei Civice „Demnitate și Adevăr”.

## Distincții
În 1996 a fost decorat cu medalia „Meritul Civic”, iar în 2012 cu Ordinul Republicii.